# BUBOR
Budapesti bankközi forint hitelkamatláb, a kereskedelmi bankok kihelyezési rátájának átlaga. A BUBOR a Budapest Interbank Offered Rate, nevének képzése a más devizák piacain szokásos angol rövidítésképzéssel keletkezett.
A BUBOR százalékos értékeit a Magyar Forex Társaság (MFT), a hazai hitelintézetekben dolgozó deviza és pénzpiaci kereskedők szakmai szervezet a Magyar Nemzeti Bank közreműködésével naponta számolja ki és teszi közzé. A BUBOR, a Budapesti Bankközi Forint Hitelkamatláb, 1996 augusztusi indulását (1 és 3 havi fixing), majd 1997. májusi bővítését követően (6 havi fixing) rövid idő alatt a bankok forint hitelezéseinek elsődlegesen alkalmazott kamatbázisává vált a hazai piacon. A BUBOR, mint az egyetlen hivatalos bankközi forint kamatfixing, jó alapot jelentett a határidős tőzsdei kamatfutures üzletekhez, valamint, mint referencia kamatláb elősegítheti a származtatott ügyletek (FRA, IRS, kamatopciók) piacának kialakulását is.
A BUBOR a változó kamatozású betétek és hitelek árazásánál, valamint a tőzsdei és a tőzsdén kívüli származtatott kamatügyletek elszámolásánál jelent hivatkozási vagyis referenciaszintet. A változó kamatozású forint hiteleket általában úgy jegyzik, hogy azt adják meg az ügyfélnek, hogy a bank a hazai forintárhoz képest hány bázisponttal (a kamatláb ezrelékével) növeli vagy csökkenti a kamatot. A BUBOR + 30 bázispont tehát a BUBOR mint referenciakamat 0,3 százalékponttal növelve, függetlenül a BUBOR aktuális értékétől.
Ahhoz, hogy a BUBOR széles körben elfogadott és alkalmazott legyen, az MFT tagjai a Magyar Nemzeti Bankkal közösen továbbra is működtetik a Budapesti Bankközi Forint Hitelkamatláb (továbbiakban BUBOR) napi megállapítását szolgáló fixingeljárást. A devizaliberalizáció, a piac fejlődése szükségessé teszi a BUBOR fixingeljárásának kibővítését, a nemzetközi kamatfixingek (LIBOR, EURIBOR) mintájára.
Budapesti, bankközi, referencia jellegű kamatláb (ehhez viszonyítják a bankok az egyes hiteleiket, például BUBOR+30 bázispont). Egy bázispont=1/100%.
BUdapest Inter-Bank Offer Rate. Magyar bankok egymásnak felajánlott hitelkamatainak napi szintű, speciális átlagolása. Több időszakra (pl. 1 hónapos BUBOR, 1 éves BUBOR), és devizára (pl. HUF BUBOR, EUR BUBOR) adják meg, naponta változik a piaci és jegybanki kamatváltozások hatására. Sok pénzintézet használja, általában az 1 éves HUF BUBOR-t kölcsöneik árazásához. Ilyen esetekben a BUBOR kamat feletti marzsot határozzák meg. Például a HUF BUBOR +2% annyit tesz, hogy a forint mindenkori (1 éves) BUBOR kamata (mondjuk 5,50%) + 2% lesz a hitel kamata, azaz 7,50%.